# هوارد بي بيكر
هوارد بي بيكر (بالإنجليزية: Howard P. Becker)‏ أستاذ جامعي أمريكي، ولد في 9 ديسمبر 1899 في نيويورك في الولايات المتحدة، وتوفي بنفس المكان في 8 يونيو 1960.
بيكر هو ابن تشارلز بيكر ضابط الشرطة في نيويورك وليتيتيا (ني ستينسون) من أونتاريو. تطلّق والداه بعد ست سنوات من ولادته.تزوجت والدته مرة أخرى من شقيق بيكر بول كما تزوج والده مرتين في وقت لاحق. حوكم بيكر في نيويورك بتهمة قتل مقامر عام 1912م وأُدين بتلك التهمة وأُعدم في عام 1915م.
أصبح بيكر فيما بعد أستاذاً متفرّغاً لعلم الاجتماع في جامعة ويسكونسن ماديسون حيث كان استكشاف ما أسماه «الأنواع المبنية» من المجتمعات المقدسة والعلمانية من بين أجلّ اهتماماته.

## وصلات خارجية
- هوارد بي بيكر على موقع مونزينجر (الألمانية)